# Micheil Naneischwili

Micheil Naneischwili

Micheil Naneischwili (georgisch მიხეილ ნანეიშვილი; * 12. Juli 1934 in Tiflis; † 8. Januar 2018 ebenda) war ein georgischer Philosoph und Politiker.

## Familie
Micheil Naneischwili wurde 1934 als Kind des Juristen Alexander Naneischwili und seiner Frau, Agrafina Kalandadse, Frauenärztin, in Tiflis geboren. 1930 wurde der Vater aus politischen Gründen verhaftet und nach Westsibirien deportiert. Nach erneuter Verhaftung wurde er zum Tode verurteilt und am 27. August 1938 hingerichtet.

## Ausbildung und Beruf
Nach Abschluss der Paliaschwili-Musikschule bereitete sich Micheil Naneischwili auf die Pianistenkarriere vor. 1953 trat er das Studium am Konservatorium Tiflis (unter Leitung von Anastassia Wirsaladse) an. 1954 brach er jedoch das Musikstudium ab und wechselte an die Philosophische Fakultät der Staatsuniversität Tiflis. Im vierten Semester wurde er der antisowjetischen Haltung bezichtigt und exmatrikuliert. Später durfte er das Studium an der Universität wieder fortsetzen und beendete es 1961.
Nach seinem Studienabschluss arbeitete Micheil Naneischwili im Institut für Philosophie der Georgischen Akademie der Wissenschaften. Er befasste sich mit den Grundfragen der Kulturphilosophie sowie mit den philosophischen Problemen der Freiheit und des Kulturnationalismus. Nach M. Naneischwili ist die Nation „das einzige wirkliche Subjekt der Kultur“.

## Politik
1990 gründete M. Naneischwili die Liberal-Demokratische Nationale Partei Georgiens und wurde deren Vorsitzender. Weltanschaulich stütze sich die Partei auf die Idee des Nationalismus, dessen „ideologisches Bild“ M. Naneischwili zufolge der Liberalismus sei. „Die Funktion einer Nation ist die kulturell-historische schöpferische Tätigkeit. Die allererste Voraussetzung, das Wesen und das Ziel einer schöpferischen Tätigkeit ist die Freiheit. So entspringt der Liberalismus als Ideologie der Freiheit dem Nationalismus. Mit anderen Worten: Das ideologische Bild des wahren Nationalismus ist der Liberalismus.“
1992 wurde M. Naneischwili in das Dritte Georgische Parlament gewählt. 1992–1993 war er Fraktionsvorsitzender der Liberalen, und von 1992 bis zum Ende der Legislaturperiode des Parlaments (1995) gehörte er der Arbeitsgruppe der Verfassungskommission an.
Von 1999 bis 2004 war er Abgeordneter des Fünften Georgischen Parlaments. Er kritisierte scharf die Nationale Bewegung, die sich reformatorische Opposition nannte. Nach dem Staatsstreich von 2003 – so seine Einschätzung der Rosenrevolution – gründete M. Naneischwili eine gegen die Föderalisierung Georgiens gerichtete Bürgervereinigung unter dem Namen „Unitäres Georgien“.

## Philosophie
Das Hauptthema der philosophischen Schriften von Micheil Naneischwili war das Problem der Freiheit. Diesem Problem ist sein Lebenswerk „Die Freiheit“ und die Freiheit: das Wort und der Begriff (2012) gewidmet.